# Прекрасная Ферроньера
«Прекрасная Ферроньера», устар. «Прекрасная Фероньерка» (фр. La belle ferronnière) — портрет неизвестной миланской дамы (предположительно Лукреции Кривелли, фаворитки герцога Лодовико Моро, либо же его жены Беатриче д'Эсте), считающийся работой Леонардо да Винчи. Картина выставлена в Лувре.

## Картина

### Проблема авторства
Около 1490 года сам Леонардо да Винчи — либо же его ученик Бернардино дей Конти (по предположению Беренсона); либо Больтраффио (по мнению Герберта Кука); а может Франческо Мельци — возможно, при участии учителя, написал этот портрет маслом на дереве. Иногда картину называют «Портретом незнакомки» (подчёркивая нерешённость вопроса о личности изображённой на нём девушки), но куда чаще именуют «Прекрасной Ферроньерой».
На мысль об авторстве какого-то из учеников Леонардо, а не собственно мастера, исследователей наводит некоторая небрежность — хотя такая манера, впрочем, может объясняться следованием традициям миланской придворной живописи, требовавшим изображение модели в неестественной позе. А также значительно большее внимание к деталям одежды и украшениям, чем к самой модели. Сомнения вызывали слабость и неуклюжесть композиции, слабость линий парапета и украшений, волос, а также красный блик на щеке.
Сегодня можно с уверенностью утверждать, что, кто бы ни был её автором, картина действительно происходит из мастерской Леонардо: анализы показали, что «Дама с горностаем» и «Прекрасная Ферроньера» написаны на кусках дерева из одного и того же ствола. Рентген также показал большие аналогии в наброске с подготовительным рисунком «Джоконды», кроме того, имеются записи: волосы вначале не прикрывали уши, была переписана форма челюсти, украшения добавлены позже. Исследовательница Магдален Ор (Magdeleine Hours) делает из этого вывод, что картина была закончена другой рукой.
Сомнения о том, что это не сам Леонардо, как пишут сотрудники Лувра, длились до 1980-х годов, теперь же большинство экспертов сходятся на том, что это всё-таки его работа.

### Описание
Это поясной портрет, изображающий женщину, написанную в три четверти. Её лицо повернуто к зрителю, но немного вопросительный взгляд уведен в сторону. На макушке дамы надет головной убор, называемый scuffia, а её лоб украшен фероньеркой, которая завязана позади, и украшена камеей или драгоценным камнем по ломбардской моде. Дама одета в платье терракотового цвета, написана на чёрном нейтральном фоне. Снизу фигура обрезана парапетом, что является традиционным для миланских портретов. Ожерелье, несколько раз обмотанное вокруг её шеи, контрастирует с квадратной линией выреза и орнаментальными рукавами. Её волосы разделены на прямой пробор и спускаются на уши.
Виктор Гращенков предполагает, что парапет на переднем плане, возможно, скрывал руки, которые могли входить в первоначальный замысел портрета.

## История картины
С давних пор она находится во Франции. В 1515 г. король Франциск I одержал победу в битве при Мариньяно над швейцарцами и ломбардцами, что позволило ему завоевать Миланское герцогство. Следствием этой победы явилось знакомство короля с Леонардо и переезд мастера во Францию: Франциск I становится его новым патроном. Вероятно, в это время этот портрет (также как и «Мона Лиза»), оказывается во дворце короля Франции.

### Многочисленные «Ферроньеры»
В Лувр картина попала в 1797 году из королевского собрания Версаля, так что провенанс картины прослеживается на несколько веков. Первое абсолютно точное упоминание картины относится к инвентарю Ле Брена 1683 года.
Однако документальная история картины начинается с 1642 года, когда, видимо, именно она была впервые упомянута в списке королевской коллекции Фонтенбло как картина да Винчи, изображающая некую герцогиню Мантуанскую (une Duchesse de Mantoue). В том же списке упоминается картина под названием «Belle Ferronnière», но там это название относится к другому портрету, профильному, который в настоящий момент идентифицирован как портрет Бьянки Марии Сфорца. Именно эта картина является первым обладателем имени «Прекрасная Ферроньера». К 1709 году произошла путаница, и в новом списке, сделанном Николя Байли, картина Леонардо фигурирует уже под привычным для нас названием, отняв его у соседки по коллекции. Данная же картина в XVII и XVIII веке называлась «Портретом итальянки» (Portrait de femme italienne). Музей Лувра же сообщает, что имя «Прекрасная Ферроньера» прилипло именно к этой картине только в XIX веке с легкой руки Энгра, который, делая гравюру с картины, перепутал и ошибочно связал её с легендой о любовнице. Специалисты немедленно указали ему на эту ошибку, однако название так и закрепилось.
По наиболее распространённой версии портрет Леонардо является изображением Лукреции Кривелли, любовницы герцога Миланского Лодовико иль Моро, покровителя Леонардо. До Лукреции сердце герцога было пленено Чечилией Галлерани, которую Леонардо изобразил на картине «Дама с горностаем». Одно время считалось, что на обоих этих портретах изображена одна и та же женщина, поэтому в левом верхнем углу «Дамы с горностаем» указано (c орфографическими ошибками)… «LA BELE FERIONIERE / LEONARD D’AWINCI». Возможно, эта надпись была сделана на картине после того, как её приобрёл в 1798 году и перевёз в Польшу Адам Ежи Чарторыйский, который верил в идентичность моделей. Таким образом, «Дама с горностаем» является третьей картиной, упоминавшейся под именем «Прекрасная Ферроньера».
Кроме того, в экспозиции Лувра (инв. №786) есть картина миланской школы, изображающая женщину в профиль без налобного украшения, одетой по французской моде. Она также называется «Прекрасная Ферроньера» и считалась подлинным изображением любовницы французского короля с этим прозвищем (см. ниже). По другим источникам, именно с ней, а не с профильным портретом Бьянки Марии Сфорца путали эту картину в первых инвентаризациях.

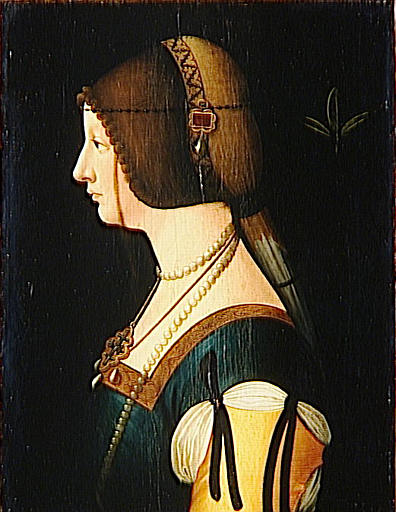
Первая «Прекрасная Ферроньера»: Бернардино дей Конти или Амброджо де Предис. «Портрет молодой женщины, предположительно Бьянки Марии Сфорца», Лувр. Его копия хранится в Венском музее истории искусств.
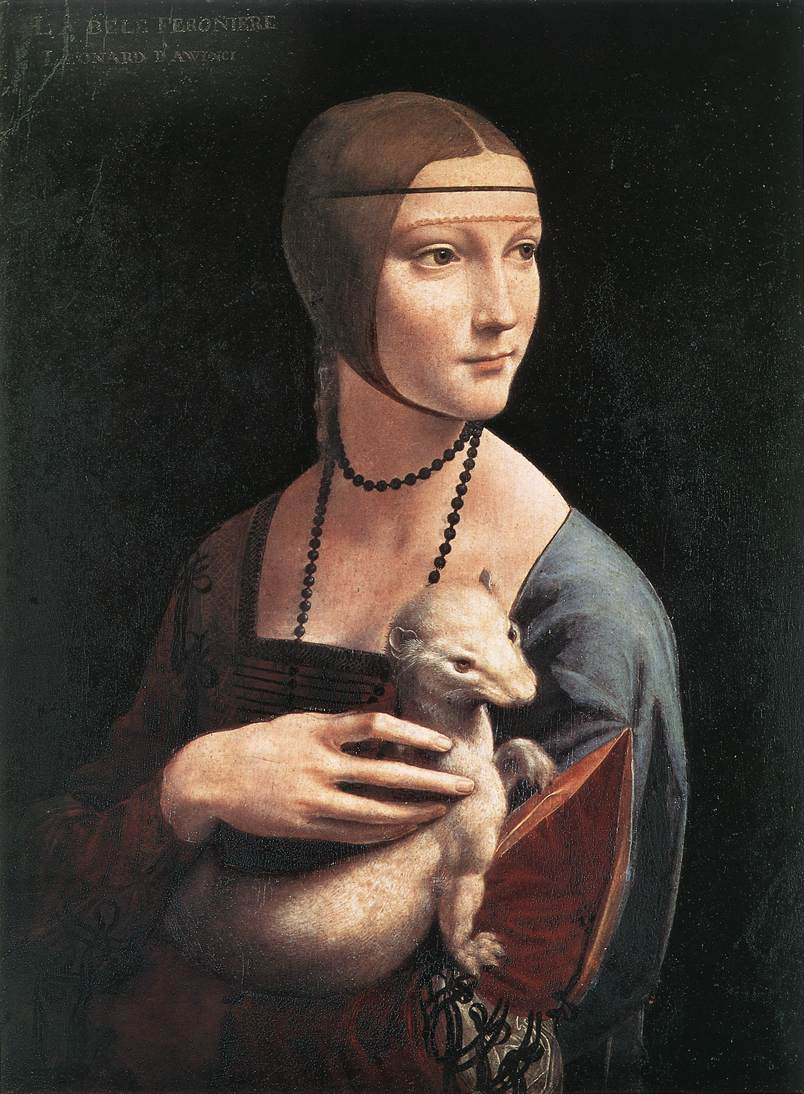
Ещё одна «Прекрасная Ферроньера»: «Дама с горностаем»
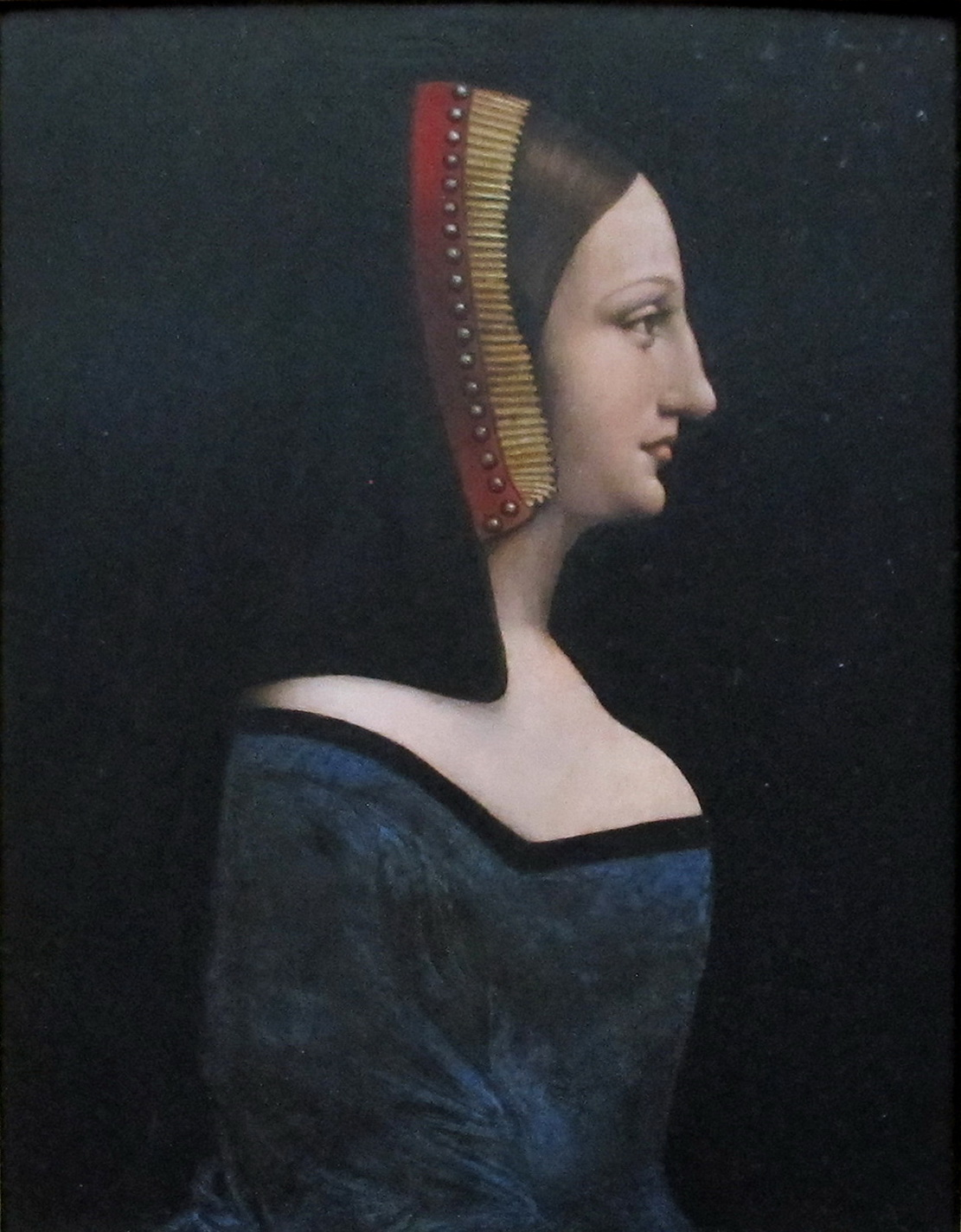
Неизвестный художник XVI века (мастерская Леонардо да Винчи). «Прекрасная Ферроньера», Лувр, инв.  786
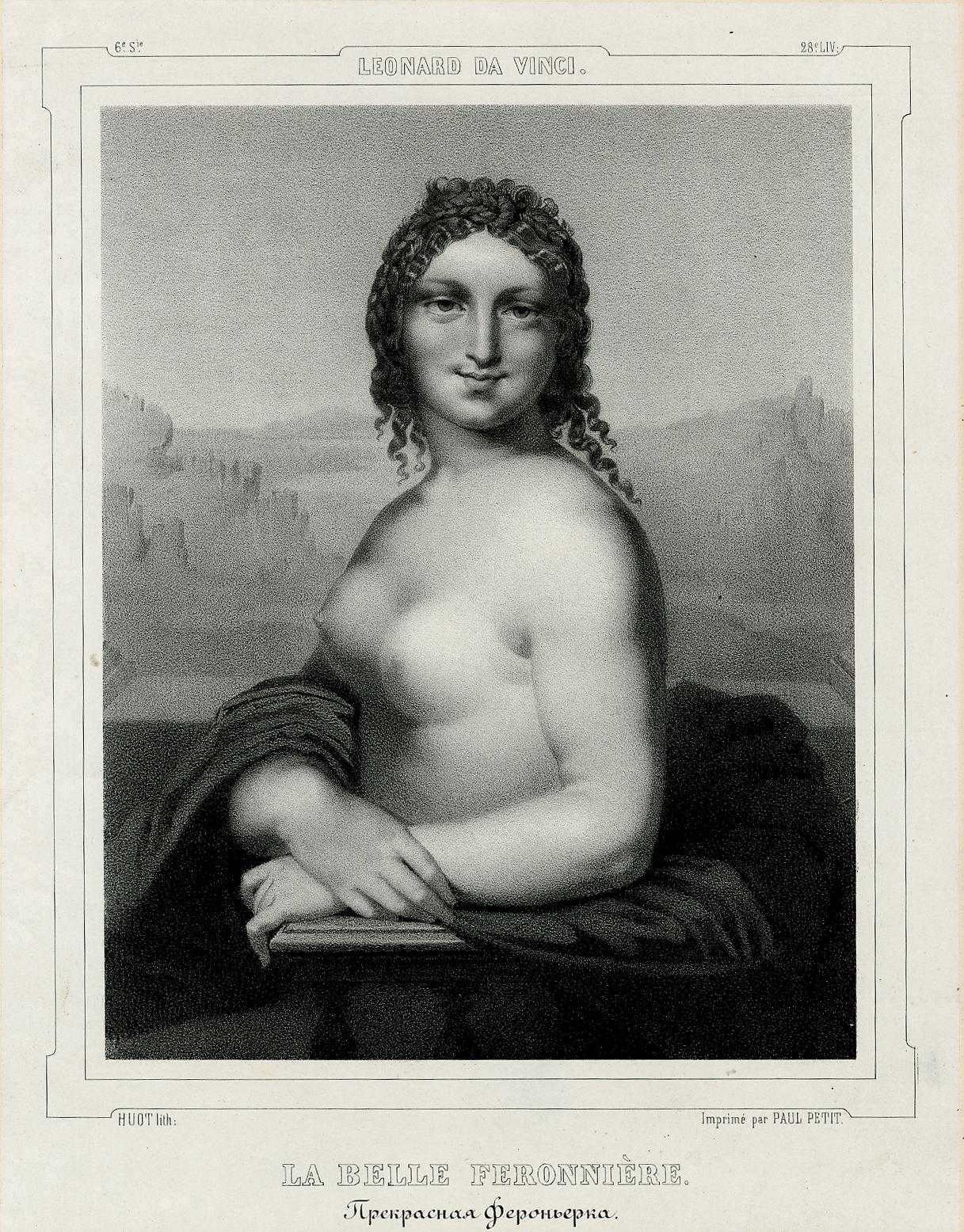
Судя по всему, с именем обращались вольно: на гравюре 1845—1847 годов русская надпись «Прекрасная Фероньерка» украшает изображение леонардовской же «Донны Нуды».

## Модель
Попытки идентифицировать модель портрета предпринимались давно. Первым был хранитель картин Людовика XVI дю Рамо, который предположил, что это Анна Болейн — что сегодня, разумеется, выглядит абсурдом.

### Правда: миланская аристократка
Наиболее распространенная версия гласит, что Леонардо написал фаворитку своего миланского покровителя Лукрецию Кривелли. Эта версия преобладала на протяжении всего XIX века и большей части XX века. Действительно ли портрет изображает её, точно сказать нельзя. Но поскольку полотно написано в первый миланский период Леонардо, и женщина богато одета, она вероятно являлась видной фигурой при миланском дворе того времени.
Имя Лукреции Кривелли всплыло в качестве предполагаемой модели в 1804 году (по версии Карло Аморетти). Эта версия имеет подкрепление в виде трех эпиграмм, найденных в конце XVIII века Дж. Б. Вентури в рукописи Леонардо Codex Atlanticus. Они восхваляют красоту Лукреции, и возможно, были посланы ему придворным поэтом.
| Латынь | Перевод |
| --- | --- |
| I. Ut bene respondet Naturae Ars docta! dedisset Vincius, ut tribuit cetera, sic animam. Noluit ut similis magis haec foret; altera sic est: possidet illius Maurus amans animam.   | Сколь сообразно наук искусство Природе! Снабдил бы Винчи и душу таким, чем остальное снабжал. Не пожелал ничего добавить, но это не надо: ибо возлюбленный той Моро душой овладел. |
| II. Hujus, quam cernis, nomen Lucretia. Divi Omnia cui larga contribuere manu, Rara huic forma data est. Pinxit Leonardus, amavit Maurus, pictorium primus hic, ille ducum.         | Знаешь которую, та зовется Лукреция. Боги щедро обильной рукой ей даровали всего. Редкой была красоты. Писал Леонардо, влюблен был Моро — правителям царь этот, художникам тот.    |
| III. Naturam, ac superas hac laesit imagine Divas, pictor: tantum hominis posse manum haec doluit. Illae longa dari tam magnae tempera formae, quae spatio fuerat deperitura brevi. | Вышним картиной такой богиням, художник, бросая вызов, природу рукой кто человеческой мог так бы улучшить? Красе, дана что великая, меру сам обозначишь — сама скоро угаснет она.  |

Таким образом, безусловно, что Леонардо написал некий портрет указанной дамы, но именно ли этот — неизвестно. Строки вполне могут относиться и к другой, утраченной картине.
С начала XXI века в качестве кандидатуры на роль натурщицы предлагают законную жену Лодовико Моро — герцогиню Беатриче д’Эсте (по версии Сильви Бегин). Это предположение основывается на сравнении с бюстом герцогини работы Кристофоро Романо, а также на том факте, что Беатриче была дочерью феррарского герцога. На масштабной экспозиции 2011 года «Leonardo Da Vinci: Painter at the Court of Milan» (Национальная галерея, Лондон) составители каталога придерживались именно этой версии, отведя устоявшуюся идентификацию с любовницей.

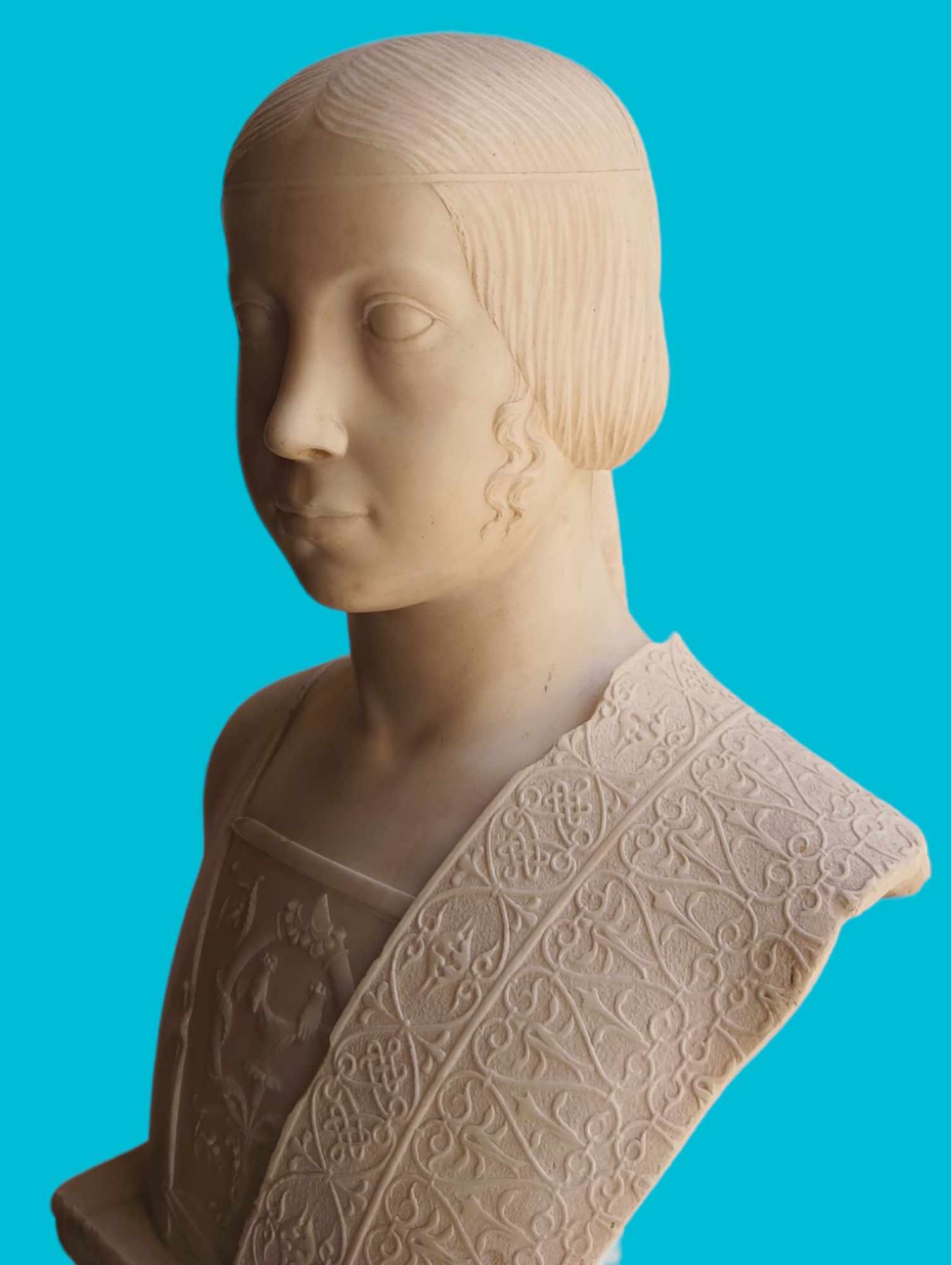
Бюст Беатриче д’Эсте работы Кристофоро Романо
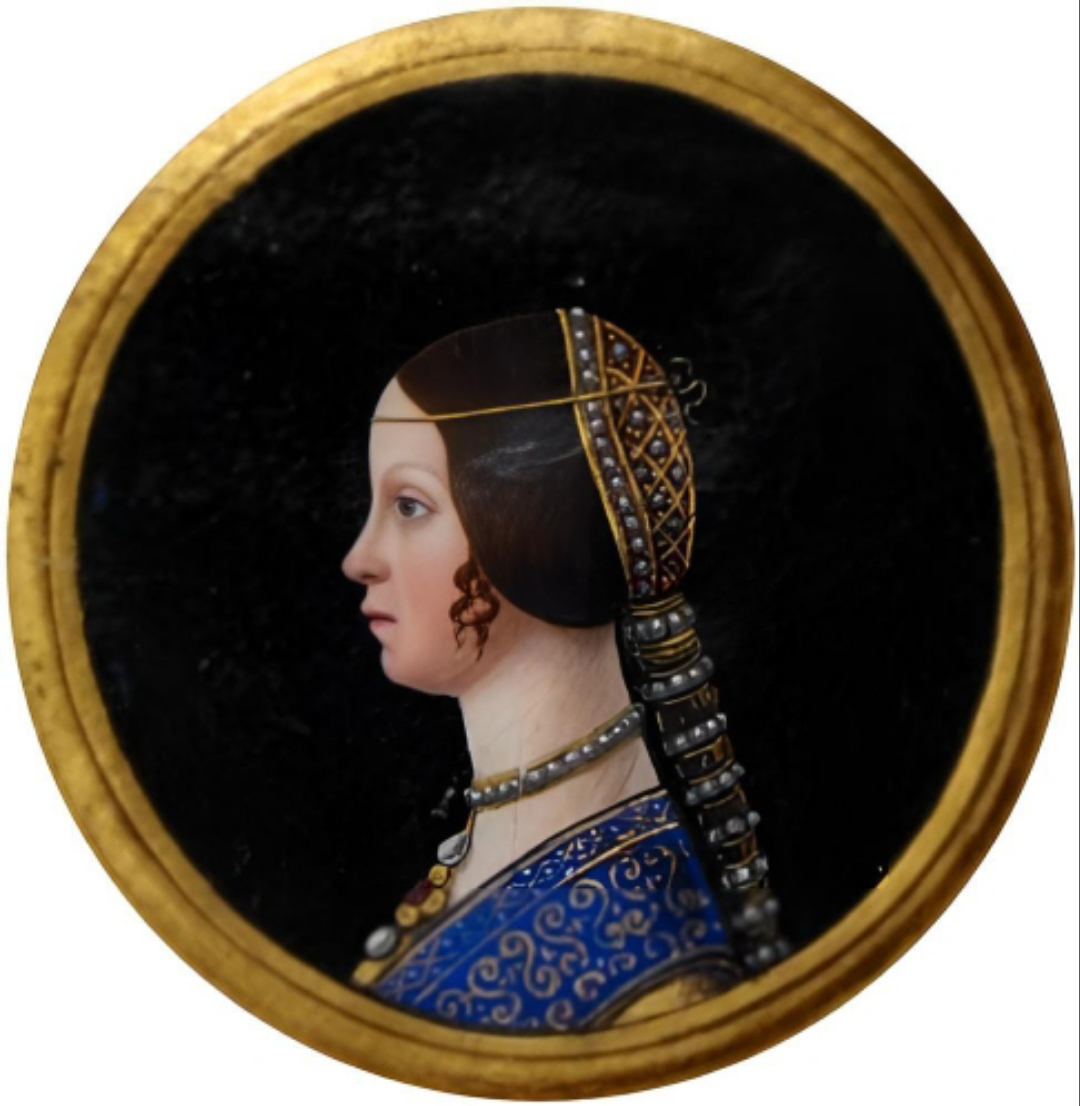
Портрет Беатриче д’Эсте

### Ложь: французская адвокатша

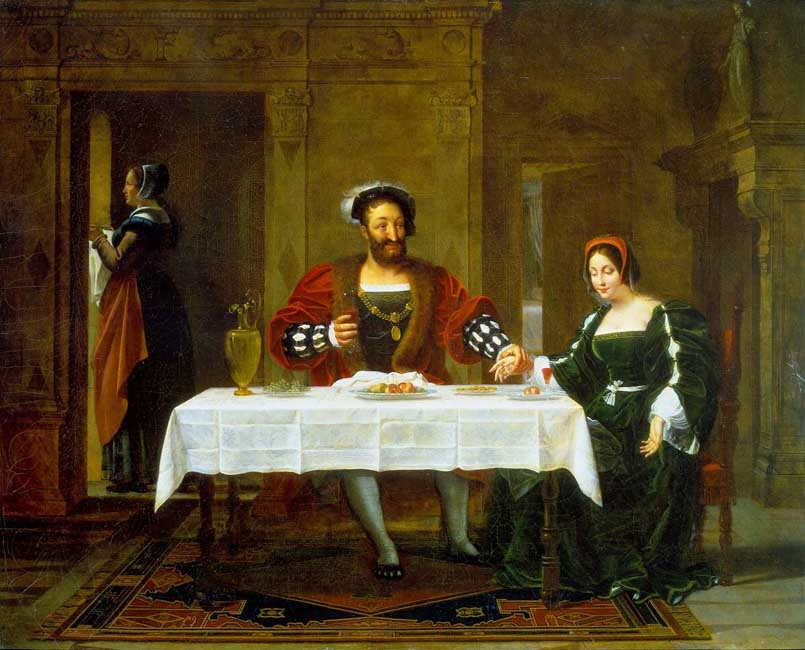
В 1810 году на Парижском салоне художник Александр Менжо представил картину «Король Франциск и Ферроньера».

Откуда взялось имя «Ферроньера» — является загадкой. Буквально оно означает, что моделью была жена или дочь торговца скобяными изделиями — ferronnier'а (то есть она — «жестянщица»), от мужской формы ferronnier, которая происходит от слова ferronnerie, в Средние века значившего «торговля скобяным товаром», «мелкий скобяной товар», а позже получившего дополнительные значения: «украшения и художественные изделия из железа» и даже «металлоконструкции» — производное от ferron — «кузнец».
Также есть версия, что оно связано с украшением — фероньеркой, однако данное название украшения впервые встречается только в XIX веке и, видимо, порождено картиной.
Во французской литературе и бульварной истории существует легенда о жене некого Феррона, красавице, которую король Франциск I сделал своей любовницей, за что её муж из мести заразил его сифилисом. Видимо, эта любовница является полностью выдуманным персонажем.

## Копии
В XIX в. данная работа пользовалась очень большой популярностью и часто копировалась: такие поздние копии есть  в Музее изящных искусств Шамбери и в Дижоне.
Более знаменитой стала другая копия картины. В начале XX века её собирались продать под видом оригинала. Но в 1920 году известный арт-дилер сэр Джозеф Дювин позволил опубликовать New York World своё мнение о том, что она является копией.
Проблемы начались в час ночи 17 июня 1920 года. Дювин, находившийся в Лондоне, был разбужен телефонным звонком репортера из New York World. Эта была рутинная проверка фактов: Андрэ Хан, дама из Канзаса, объявила что собирается продать свою картину «Прекрасная Ферроньера» работы Леонардо да Винчи. Полупроснувшийся Дювин ответил на автомате: «Это невозможно». Почему? — захотелось узнать репортеру. «Потому что эта картина висит в Лувре». Эта короткая реплика вызвала на свет эпопею, которая будет длиться 10 лет и увенчается самым знаменитым процессом в области искусства за весь 20-й век.

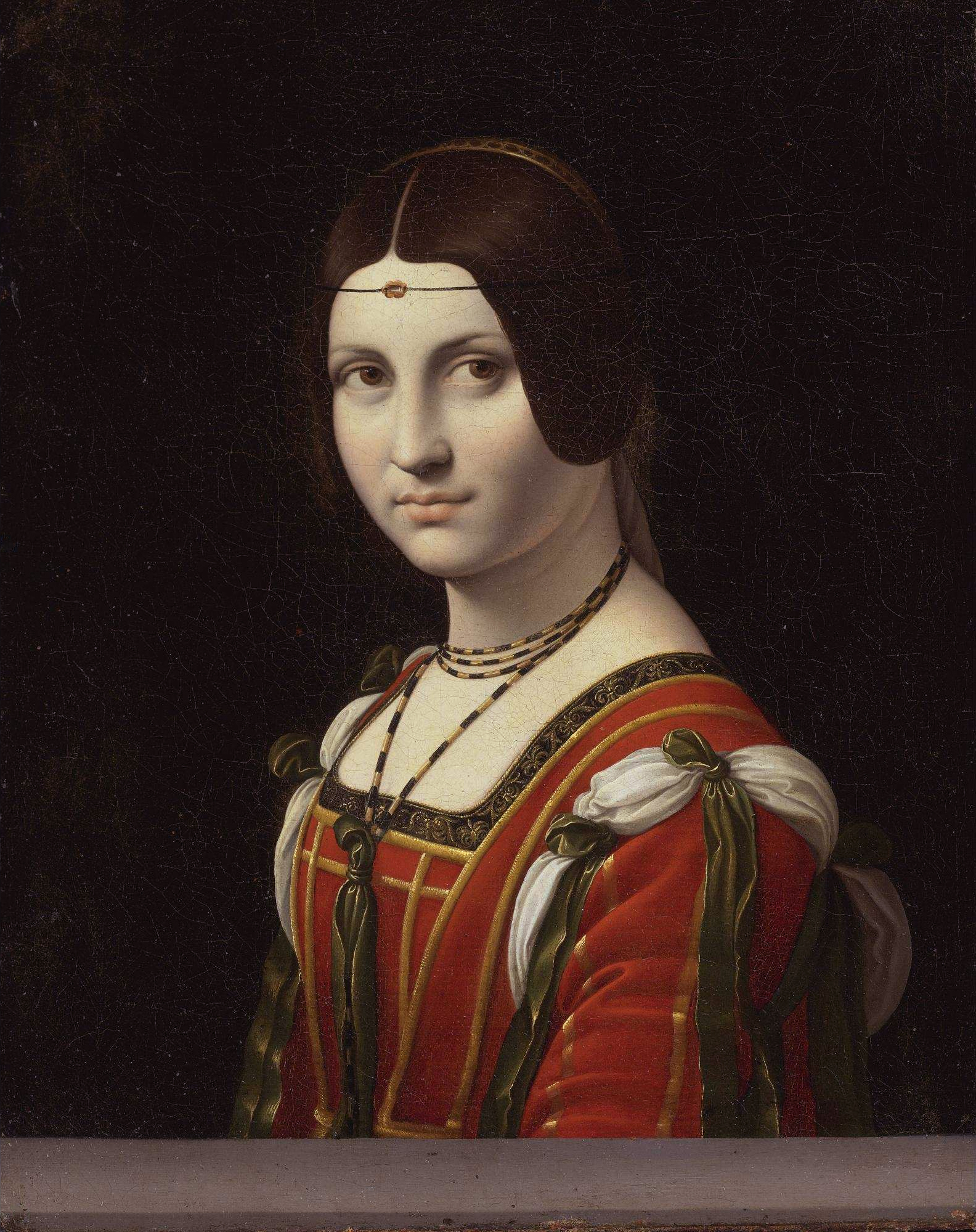
Копия семьи Хан

Владелец картины, миссис Андрэ Ларду Хан подала на него в суд за клевету. Было объявлено, что из-за замечания Дувина «пошла прахом» их сделка по продаже картины: будто бы анонимный меценат собирался купить её за 225 тыс. долл. и подарить Институту искусства Канзас-Сити. Теперь же вообще никто не станет её покупать. Повестка была вручена в ноябре 1921 года, убыток оценивался уже в 500 тыс. долл.
Состоявшийся судебный процесс оказался весьма громким. Дело слушалось в Нью-Йорке специально отобранным жюри, которое было выбрано из людей, не слышавших о да Винчи и не разбирающихся в атрибуции. В качестве свидетелей было привлечено множество самых известных искусствоведов той эпохи. Картину Ханов привезли в Лувр и сравнили с оригиналом. В итоге, в результате заседания, начавшегося 6 февраля 1929 года, жюри вынесло вердикт о компенсации в 60 тыс. долларов в пользу Ханов плюс значительных судебных издержек. Тем не менее, несмотря на решение присяжных из числа нью-йоркских клерков о том, что арт-дилер не прав в своем утверждении, что настоящая картина находится в Лувре, никто не считает подлинником картину Ханов. Книга Гарри Хана, мужа Андрэ, об этом событии — The Rape of La Belle (1946) является классическим примером теории заговора на почве мира искусства. В январе 2010 эта копия была продана за 1,5 млн долларов.